# DSB Bank
 DSB Bank (Dirk Scheringa Beheer) era una banca e compagnia di assicurazioni olandese fallita nel 2009. I suoi prestiti sono stati gestiti da Quion da giugno 2013 fino a giugno 2016, quando Finqus ha iniziato a operare come ex DSB Bank. Nel 2018 Finqus BV ha rilevato la DSB Bank e ha operato come filiale del gruppo DSB. Finqus BV ha ceduto il suo portafoglio prestiti alla NIBC Bank il 21 luglio 2021.  Il 19 ottobre 2009 il tribunale di Amsterdam dichiarò fallita la DSB Bank.
Nella gestione della DSB rientravano anche l'AZ Alkmaar e DS Arts B.V. proprietaria del "Museo del Realismo Scheringa”.

## Storia
La nascita della DSB risale al 1975, quando Dirk Scheringa, ex agente di polizia che nel tempo libero aiutava le persone con consulenze fiscali e finanziarie, fondò  insieme alla moglie Baukje Scheringa-de Vries la società di consulenza finanziaria Frisia Buro. Negli anni successivi l'azienda crebbe in modo esponenziale attraverso numerose acquisizioni ed espansioni.
Nel 1977 la società aveva un capitale del valore di 25 milioni di euro e un saldo di 300 milioni di euro, grazie alla crescita stabile e alle acquisizioni. Alla fine degli anni '90 Scheringa voleva portare la sua azienda sul mercato, il cui valore all'epoca era stimato a 400 milioni. Tuttavia, poco prima dell'IPO, Scheringa decise di non portare a termine l'operazione perché presumibilmente non era d'accordo con il prezzo di lancio. Rimase così unico azionista e trovò nuovi modi per attrarre capitali. Lo fece creando debito subordinato da aggiungere al suo capitale. Un debito di questo tipo è un prestito che si colloca dopo gli altri debiti nel caso in cui un'azienda venga liquidata o fallisca. Tale debito viene definito subordinato, perché i fornitori del debito (i finanziatori) hanno uno status subordinato rispetto al debito normale. 

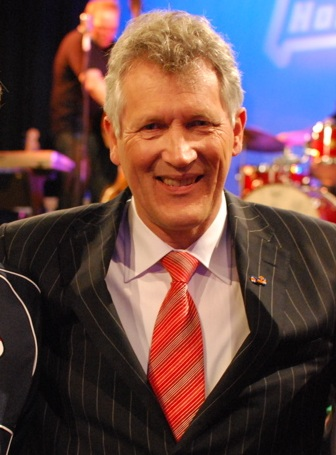
Dirk Scheringa

Alla fine del 1998, la Buro Frisia venne acquisita dal gruppo appena creato DSB, che il 24 dicembre 2005 entrò a far parte del gruppo “De Nederlandsche Bank” (Banche Olandesi) ottenendo la licenza bancaria. La società venne quindi rinominata nel 2006 in DSB Bank NV. Questo comportò non pochi problemi al gruppo, poiché rimase sempre aperta la questione se la DSB fosse o no realmente una banca. I profitti infatti venivano principalmente dai proventi delle commissioni derivanti dalla vendita di assicurazioni ed in parallelo con i prestiti che venivano concessi. A differenza della maggior parte delle altre banche, la principale fonte di profitto della banca DSB erano i proventi delle provvigioni derivanti dai premi e dall'assicurazione sulla vita, che venivano venduti contemporaneamente ai prestiti. Questa forma di vendita combinata è vietata nei Paesi Bassi, ma fino al 2009 non è stata intrapresa alcuna azione.
Nel giugno 2007, Scheringa nominò Gerrit Zalm capo economista e direttore finanziario, succedendo al CFO uscente Jaap van Dijk, che era stato alla DSB dal 2002 al novembre 2007. Nel novembre 2008, Zalm lasciò la DSB, accettò un lavoro presso ABN AMRO e gli subentrò come CFO presso la DSB da marzo 2009 a maggio 2009 Frank de Grave. Nel luglio 2009, Ronald Buwalda, altro membro del VVD, diventò CFO della DSB.
Nel 2009 la banca venne messa in amministrazione controllata su proposta della Banca centrale olandese, poiché nell`arco di tre settimane i depositanti ritirarono dalla Dsb circa 600 milioni di euro in quantospaventati dalla prospettiva di un fallimento. L'amministrazione controllata si rese necessaria in quanto l'assalto agli sportelli determinò un enorme deflusso di liquidità dalle casse delle banca rendendo difficile la sua sopravvivenza. Il tribunale olandese diede tempo sino alle ore 12:00 del 16 ottobre per avviare trattative con "banche di rilievo" per trovare un acquirente ma pochi giorni dopo le trattative fallirono.
Dirk Scheringa tentò un'ultima possibilità per evitare la bancarotta, il takeover da parte di un acquirente misterioso statunitense con filiali in Europa in grado di garantire un totale di 75 miliardi di euro in asset. Fallita anche quest'ultima trattativa, in data 19 ottobre dello stesso anno, il Tribunale di Amsterdam dichiarò ufficialmente il fallimento e la messa in liquidazione dell`istituto di credito. Dopo il fallimento, 1.300 dipendenti della DSB, su un totale di 2.000, persero il posto di lavoro.

### Attività
La DSB Bank era una società con oltre venti sedi nei Paesi Bassi ed una quota di mercato pari a circa il 17% nell'offerta di credito privato  con 1,3 milioni di clienti per 350.000 conti correnti. La sede centrale del gruppo, attivo anche in Belgio (acquisendo la belga Silver Finance NV) e in Germania (ufficio a Düsseldorf), si trovava a Wognum. La banca ha fornito mutui e prestiti al consumo, prodotti di risparmio e assicurativi ai privati, utilizzando diversi nomi commerciali, come Becam, Frisia Financieringen, Lenen.nl en Postkrediet. Gestì decine di aziende e gruppi commerciali diversi che operavano in istituzioni finanziarie, gruppi di investimento, ufficiali giudiziari, gestione delle pensioni.
Dal 2007 il gruppo iniziò a lavorare per la creazione di una succursale in Slovenia.

### Sponsorizzazioni
Dirk Scheringa possedeva la squadra di calcio professionistica olandese AZ Alkmaar e la DSB Bank era lo sponsor principale della squadra di calcio. La banca ha sponsorizzato anche molte altre società sportive come una squadra di pattinaggio, una squadra di ciclismo femminile, una squadra di ginnastica artistica oltre a sponsorizzare anche singoli atleti come il judoka Henk Grol. Nel 2009 DSB Bank sponsorizzava la KNSB Cup (il campionato di pattinaggio). 
Accanto a ciò Dirk Scheringa ha aperto nel 1997 il Museo del realismo Scheringa. Dirk Scheringa nel corso degli anni ha acquisito un'ampia collezione di dipinti, per lo più olandesi (Koch, Ket, Willink e altri) del genere magico-realistico, con l'intenzione di creare un mostra permanente nel museo. La banca DSB si è assicurata la propria notorietà creando numerosi spot televisivi, a differenza di altre banche nei Paesi Bassi. Questi spot venivano spesso scelti come "la pubblicità più fastidiosa dell'anno", ma fornivano loro la reputazione di una banca economica e sicura. Il loro slogan era: "Banca DSB, fa bene ai tuoi soldi".

### Gli effetti del fallimento
Dopo il fallimento della banca DSB tutte le sponsorizzazioni furono interrotte. Il 13 ottobre furono sospese tutte le sponsorizzazioni a favore della squadra di pattinaggio sul ghiaccio della banca DSB. Ciò è accaduto nel bel mezzo di un ritiro in Germania, e questo portò a questo fatto:i pattinatori stessi dovettero pagare l'affitto della pista di pattinaggio e il trasporto per tornare a casa.
Il 30 ottobre si concluse la sponsorizzazione ufficiale dell'AZ Alkmaar. A quel tempo, l'AZ Alkmaar era il detentore del titolo nazionale. Una parte dei ricavi del nuovo accordo di sponsorizzazione con AFAS Software andò ai creditori della banca DSB, poiché AZ Alkmaar aveva un debito aperto di 14 milioni di euro nei confronti della banca stessa.

### DS Art e il museo

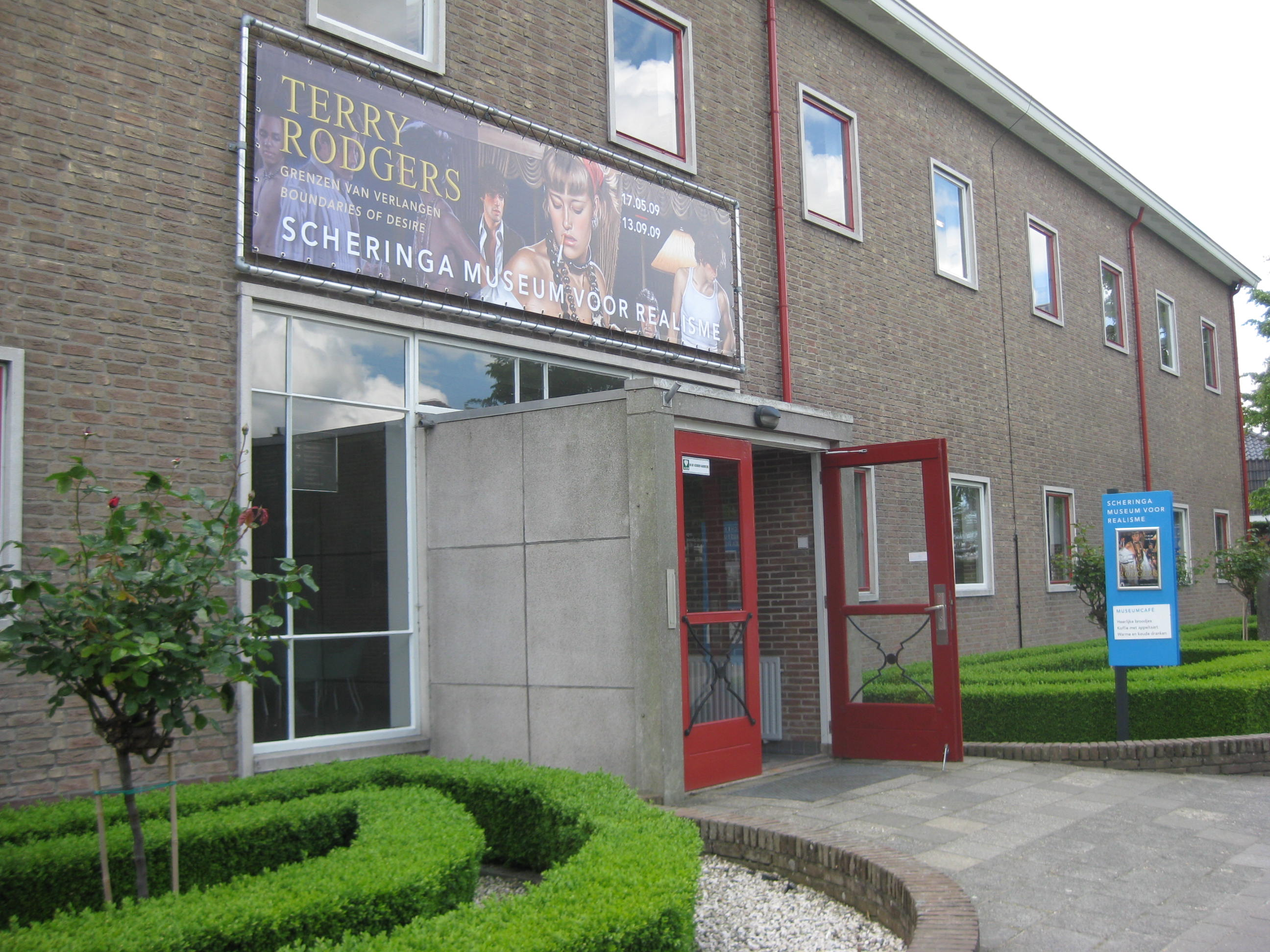
Il Museo del Realismo Sheringa

Il 17 novembre 2009  il tribunale di Alkmaar dichiarò fallita la DS Art, che comprendeva la collezione d'arte di Dirk Scheringa, un'intera raccolta (tra cui i dipinti di Carel Willink). Sedici dipendenti del museo di Spanbroek furono licenziati. A quel tempo Dirk Scheringa stava costruendo un nuovo museo a Opmeer. ABN Amro sequestrò  1300 opere d'arte per fungere da garanzia per il debito ipotecario di 32 milioni di euro della DSB Bank. Nel marzo 2012, l'uomo d'affari olandese in pensione Hans Melchers acquistò la maggior parte di questa collezione (oltre mille dipinti) in un accordo con Deutsche Bank, che ne era il curatore.